# Jan Sylwester Drost
Jan Sylwester Drost (ur. 29 grudnia 1934 w Kłodnicy, zm. 21 kwietnia 2024) – polski artysta plastyk, projektant wzornictwa przemysłowego, technolog szkła.

## Życiorys
Jan Sylwester Drost od 1952 studiował na Wydziale Szkła Państwowej Wyższej Szkole Sztuk Plastycznych we Wrocławiu, w pracowni Stanisława Dawskiego (dyplom w 1958), od 1959 r. pracował jako projektant w Zakładach Mechaniczno-Optycznych Opta w Katowicach.
W 1960 artysta rozpoczął trwającą czterdzieści lat pracę w Ośrodku Wzornictwa Huty Szkła Gospodarczego „Ząbkowice” w Ząbkowicach Będzińskich, w którym był organizatorem, projektantem i kierownikiem ds. wzornictwa. W 1972 przebywał w Szwecji na praktykach studyjnych, miał okazję poznać pracę hut szkła w Orrefors, Johansfors, Lindshammar, Sandvisk, Hofmantorp oraz w Reijmyre glasbruk. Praktykował też w zakładach ceramicznych w Rörstrand i Gustavsberg. Również w 1972 został stypendystą rządu szwedzkiego, zdobywał wiedzę na Wydziale Projektowania Przemysłowego Akademii Sztuk Pięknych w Konstfackskolan, w Centrach Wzornictwa Przemysłowego w Sztokholmie i Mediolanie, a także w Instytucie Szkła w Växjö. Po powrocie do kraju otrzymał dwuletnie stypendium twórcze Rady Funduszu Rozwoju Twórczości Plastycznej.
Projektant umiejętnie łączył wiedzę technologiczną na temat prasowania szkła z wrażliwością artystyczną i w latach siedemdziesiątych XX w. przyznano mu patent na urządzenie do formowania wyrobów szklanych przez wytłaczanie. Dzięki temu powstawały naczynia o swobodnie kształtowanym górnym obrzeżu. J.S.Drost stale zajmował się wymyślaniem nowych rozwiązań technologicznych, które usprawniały wytłaczanie wzorów. Eksperymentował też w zakresie maszynowej obróbki zewnętrznej powierzchni wytłocznika i wnętrza formy żeliwnej, tworząc wyroby szklane o fakturach kory i słoi drewna, skorup, muszli itp.
Jednym z pierwszych zaprojektowanych przez niego zestawów był – składający się z dzbanka i szklanek – komplet do napojów (1967), którego cylindryczną formę przełamują prostopadłe, reliefowe żłobkowania.
Jan Sylwester Drost tworzył zarówno szkło seryjne, jak i unikatowe, przypisuje mu się upowszechnienie szkła prasowanego, które wcześniej było traktowane przez projektantów jako wyrób tani i nie wymagający artyzmu podczas projektowania.

## Odznaczenia
- Srebrny Medal „Zasłużony Kulturze Gloria Artis” (2021)[6]